# 羽田三郎
羽田 三郎（はねだ さぶろう、1922年4月28日 - 2005年11月6日）は、英語学者、青山学院大学名誉教授。

## 経歴
1922年（大正11年）大阪市生まれ。1943年（昭和18年）大阪外国語学校英語部卒業。大阪外国語大学教授を経て1969年（昭和44年）青山学院大学教授。1991年（平成3年）退任、名誉教授。日本商業英語学会理事長、相談役。
2005年11月6日、慢性呼吸不全のため死去。

## 著書
- Y.M.C.A.英語の先生 大阪YMCA英語学校 1949
- 英文貿易通信入門 関書院 1954
- 英文貿易通信セミナー 関書院 1960
- 貿易通信の難所 実例批判と実践 商業英語出版社 1961 (商業英語シリーズ)
- 英文貿易通信十話 大阪商工会議所 1961.6 (貿易実務シリーズ)
- 実務英語の文法と修辞 研究社出版 1963 (実務英語入門シリーズ)
- 商業英語の手ほどき 日本経済新聞社 1965 (日経文庫)
- 英文電報の原理 大阪商工会議所 1966.5 (貿易実務シリーズ)
- ビジネス英語の公式 ジャパン・タイムズ 1971
- 電報とテレックスの英語 原理と事例研究 大修館書店 1972
- 商業英語の実際 日本経済新聞社 1977.11 (日経文庫)
- テレックスと電報の英語 電文による貿易通信演習 大修館書店 1979.2
- 最新ビジネス・イングリッシュ テレックスと国際契約の実際 1982.1 (有斐閣新書)
- ビジネス英語正攻法 国際化に対応する英語力 研究社出版 1988.4
- ビジネスマンの英文法 研究社出版 1988.4

## 共著
- 実務・実用英語研究法 矢吹勝二,中内正利 研究社出版 1964 (実務英語入門シリーズ)
- 英和貿易産業辞典 藤田仁太郎 改訂新版 羽田編 研究社辞書部 1970
- 最新標準商業英語 中村巳喜人 英宝社 1980.7
- 貿易の英語 島弘祐 森北出版 1987.3

## 翻訳
- 貿易通信四か国語事典 日・英・西・仏対照 大修館書店 1975
- コンピュータ犯罪 ドン・B.パーカー 秀潤社 1977.2